# Мрежов инструмент
Мрежови инструменти са съвкупност от различни софтуерни и хардуерни системи конфигуриране да работят в определен алгоритъм.
IP phone – Това се типове телефони използващи система от протоколи за пренос на данни и глас.
Модем – Устройство, което преработва аналогови и цифрови сигнали с цел комуникация между компютър и телефон.
DSL и XDSL – Това е технология на използване на телефонните мрежи с цел осъществяването на по-голям пренос на данни и разширяване на функциите на телефонната централа. Система е съставена от няколко блока:
Интернет – предоставящ данни -> ISP (Internet Service Provider) – оттук всички под системи се връзват към интернет системата със собствено IP
DSLAM (DSL Access Multiplexer)&DSLAM (DSL Access Multiplexer) – разделя връзката, за да предостави такава на набор от подсистеми -> Модеми – устройства използвани с цел да осъществят връзка между аналоговата част на системата и цифровата част, компютрите.
По същество DSL може да бъде синхронен и асинхронен.
DSLAM – Този тип свързване на набора от компютърни системи към външната интернет мрежа става в най-общия смисъл по следния начин. Сигналът от компютъра минава през ADSL модем и чрез филтър се свързва в телефонната мрежа. С помощта на Splitter набор от такива връзки се съединяват и отпращат към DSLAM устройство, което препраща общия сигнал към комуникационната мрежа.
ADSL – Потока на данни теглен от потребителя > Потока на данни взиман от външната система. Последното се прави с цел потока към потребителя да бъде по-голям, за да може да се осигури видео и гласова комуникация. Скоростта на връзката към потребителя възлиза на 1.5Mbps – 8Mbps, а тази на връзката с посока навън в интервала 64Kbps – 800Kbps. Точната стойност зависи от техниката на модулация. Тази технология се ползва за домашни потреби и малък бизнес.
SDSL – Потока на данни теглен от потребителя = Потока на данни взиман от външната система. Техниките на модулация тук са SDSL, VDSL и HDSL. Скоростта варира между 160Kbps – 2Mbps. Използват се отново за домашни потреби и малък бизнес.
Развитието на споменатите технологии може да се разшири и до по-голям мащаб. Възможно е да използваме връзка между набор от потребители (връзка между принтерни устройства, компюрти и др.) чрез ключ и последващото обработване на информацията по технологията на ADSL.
ISDN – Това са устройства, които ни позволяват да пренасяме дигитални сигнали по аналогова среда.
B-ISDN – Този тип технология се основава на ISDN, като има следните отличителни белези:
- Скорост на пренос на данни 150Mbps – 600Mbps
- Трансфер на данните по ATM технологията
- Възможност за връзка на LAN мрежи
- Възможност за пренос на видео, глас и данни + TV излъчване
- Телефонна мрежа
FDDI (Fibre Distributed Date Interface) – Това е система с топология „двоен пръстен“ изпълнена с оптични влакна. В зависимост от скоростта на пренос на данни през оптичните влакна можем да класифицираме няколко типа скорости:
- ОС-1 51.84Mbps
- ОС-3 155.52Mbps
- ОС-12 622.08Mbps
- ОС-24 1.244Gbps
- ОС-48 2.488Gbps
- ОС-192 10Gbps
- ОС-256 13.271Gbps
- ОС-768 40Gbps